# Neenchelys daedalus
Neenchelys daedalus är en fiskart som beskrevs av Mccosker 1982. Neenchelys daedalus ingår i släktet Neenchelys och familjen Ophichthidae. Inga underarter finns listade i Catalogue of Life.